# جزیره فوتونا، وانوآتو
جزیره فوتونا، وانوآتو (به لاتین: Futuna Island, Vanuatu) یک جزیره در وانواتو است که در Tafea Province واقع شده‌است.

## خصوصیات
جزیره فوتونا ۱۱ کیلومترمربع مساحت و ۵۳۲ نفر جمعیت دارد.